# Giovinazzo
Giovinazzo ist eine italienische Gemeinde in der Metropolitanstadt Bari. Der Ort liegt an der adriatischen Küste 19 km von Bari entfernt und hat 19.260 Einwohner (Stand 31. Dezember 2023).

## Geschichte
Giovinazzo war in römischer Zeit ein kleines, befestigtes Zentrum. Später entwickelte sich das Handelszentrum und unterhielt Verbindungen nach Venedig.
1257 vergab Manfred, der Sohn Friedrichs II. Giovinazzo als Lehen an Giordano Lancia. Von 1369 bis 1461 blieb der Ort unter der Herrschaft der Anjou.
Unter Karl V. ging es als Lehen an den Herzog von Termoli, Ferdinando di Capua und erlebte bis zum Ende des Feudalismus 1806 wechselnde Herrschaften. Zunächst kam es in die Hände der Gonzaga, die es 1651 an den Fürsten von Cellamare, Nicolò Giudice, weitergaben. Nach Aussterben der Familie Giudice fiel das ehemalige Lehen zurück an das Königreich Neapel.

## Wirtschaft
Heute besitzt Giovinazzo neben Handel und Industrie einen wichtigen Fischereihafen.

## Sehenswürdigkeiten
- Die Kathedrale „Santa Maria Assunta“ wurde im 12. und 13. Jahrhundert im apulisch-romanischen Stil mit normannischen und orientalischen Elementen errichtet. Giovinazzo war Bischofssitz, bis es 1836 im Bistum Molfetta-Ruvo-Giovinazzo-Terlizzi aufging. Der Arco Traiano verwendet vier römische Säulen, deren Aufschriften an den Kaiser Trajan erinnern. Der Bogen des Tors stammt vermutlich aus dem 14. Jahrhundert.
- Der Palazzo/Castello Ducale stammt aus dem 13. Jahrhundert.
- Das Galeriegrab

## Partnerschaften
Zur Gemeinde Gabicce Mare in den italienischen Marken bestehen freundschaftliche Beziehungen.